# Karel Kuhn
Karel Kuhn, né le 14 septembre 1915, est un ancien joueur tchécoslovaque de basket-ball.